# Бацюты
Бацю́ты (пол. Baciuty) — деревня в Белостокском повете Подляского воеводства Польши. Входит в состав гмины Туроснь-Косьцельна. По данным переписи 2011 года, в деревне проживало 319 человек.

## География
Деревня расположена на северо-востоке Польши, на расстоянии приблизительно 14 километров (по прямой) к юго-западу от города Белостока, административного центра повета. Абсолютная высота — 130 метров над уровнем моря. К югу от деревни проходит автомагистраль 678.

## История
Первое упоминание о Бацютах датируется 1504 годом. В конце XVIII века Соболево входило в состав Гродненского повета Трокского воеводства Великого княжества Литовского.

Согласно переписи 1921 года, в Бацютах проживал 321 человек (146 мужчин и 175 женщин) в 55 домах. Большинство жителей были православными (276 человек), остальные — католиками. В период с 1975 по 1998 годы деревня являлась частью Белостокского воеводства.